# 현대 N 2025 비전 그란 투리스모
현대 N 2025 비전 그란 투리스모(Hyundai N 2025 Vision Gran Turismo)는 현대의 컨셉트카로, 2015년 프랑크푸르트 모터쇼에서 공개되었다. 비전 그란 투리스모 프로젝트에 따라, 2017년에 현대자동차 창립 50주년을 기념하기 위하여 제작되었다.

## 같이 보기
- 현대 N
- 그란 투리스모 스포츠
- 비전 그란 투리스모